# Chinweizu
Chinweizu (n. Isuikwuato) é um poeta e jornalista nigeriano.

## Obras
- The West and The Rest of US (1975)
- Decolonising the African Mind (1987)